# Lovčice (Morávia do Sul)
Lovčice é uma comuna checa localizada na região de Morávia do Sul, distrito de Hodonín.